# George Pólya
George Pólya (tiếng Hungary: Pólya György, 13 tháng 12 năm 1887 - ngày 07 tháng 9 năm 1985) là một nhà toán học người Do Thái Hungary. Ông là một giáo sư của toán học từ 1914 đến 1940 tại ETH Zurich và từ 1940 đến 1953 tại Đại học Stanford. Ông đã đóng góp cơ bản tổ hợp, lý thuyết số, phân tích số và lý thuyết xác suất. Ông cũng nổi tiếng với các tác phẩm về chẩn đoán và giáo dục toán học.
Ông sinh ra với tên gọi Pólya György tại Budapest, Đế quốc Áo-Hungary trong gia đình bố mẹ là người Do Thái Ashkenazi, mẹ Anna Deutsch và cha là Jakab Pólya người đã cải sang đạo Công giáo La Mã vào năm 1886. Ông là một giáo sư toán học từ 1914 đến 1940 tại ETH. Zurich ở Thụy Sĩ và từ 1940 đến 1953 tại Đại học Stanford tiếp tục làm giáo sư danh dự Standford phần còn lại của cuộc sống và sự nghiệp của mình. Ông nghiên cứu một loạt các chủ đề toán học, bao gồm hàng loạt, lý thuyết số, phân tích toán học, hình học, đại số, tổ hợp, và xác suất.